# Harry Palmer - Il caso Ipcress
Harry Palmer - Il caso Ipcress (The Ipcress File) è una miniserie televisiva britannica scritta da John Hodge e diretta James Watkins, vede come protagonisti Joe Cole, Lucy Boynton e Tom Hollander. È stata trasmessa dal 6 marzo al 10 aprile 2022 su ITV. In Italia è andata in onda su Sky Atlantic dal 7 al 21 settembre 2022.
La miniserie è un libero adattamento del romanzo del 1962 La pratica Ipcress di Len Deighton. La storia è stata ampiamente rielaborata, con la trama e alcuni personaggi modificati radicalmente e aggiungendo nuovo materiale, rendendo la miniserie differente dall’opera originale di Deighton.

## Trama
Il maggiore Dalby, direttore dell'agenzia di spionaggio UBCO(P), offre al delinquente da strapazzo e borsanerista caporalmaggiore Harry Palmer una via di fuga dalla prigione militare di Colchester, assegnandogli un posto come agente dei servizi segreti nella sua modesta ma influente unità di sicurezza di Whitehall, l'Ufficio bellico per le comunicazioni operative (provvisorio).
L'unità indaga su uno scienziato britannico scomparso che si estende in un caso di spionaggio internazionale, il quale è documentato nel contenuto dell'eponimo "caso IPCRESS".

## Puntate
| nº | Titolo originale | Titolo italiano | Prima TV UK    | Prima TV Italia   |
| -- | ---------------- | --------------- | -------------- | ----------------- |
| 1  | Episode 1        | Episodio 1      | 6 marzo 2022   | 7 settembre 2022  |
| 2  | Episode 2        | Episodio 2      | 13 marzo 2022  | 7 settembre 2022  |
| 3  | Episode 3        | Episodio 3      | 20 marzo 2022  | 14 settembre 2022 |
| 4  | Episode 4        | Episodio 4      | 27 marzo 2022  | 14 settembre 2022 |
| 5  | Episode 5        | Episodio 5      | 3 aprile 2022  | 21 settembre 2022 |
| 6  | Episode 6        | Episodio 6      | 10 aprile 2022 | 21 settembre 2022 |

## Personaggi e interpreti

### Principali
- Harry Palmer, interpretato da Joe Cole, doppiato da Edoardo Stoppacciaro.
Agente dei servizi segreti UBCO(P).
- Jean Courtney, interpretata da Lucy Boynton, doppiata da Rossa Caputo.
Agente dei servizi segreti UBCO(P).
- Dalby, interpretato da Tom Hollander, doppiato da Francesco Bulckaen.
Maggiore e direttore del UBCO(P) che recluta Harry Palmer.
- Paul Maddox, interpretato da Ashley Thomas, doppiato da Riccardo Scarafoni.
Agente della CIA.
- Douglas Campbell, interpretato da Paul Higgins, doppiato da Stefano Thermes.
Ministro della Difesa antecedente il 1964.
- Gregor Stok, interpretato da David Dencik, doppiato da Stefano Benassi.
Colonnello e agente dei servizi segreti dell’Unione sovietica.
- Cathcart, interpretato da Tom Vaughan-Lawlor, doppiato da Stefano Miceli.
Generale e comandante militare statunitense.
- Philip "Chico" Chillcott-Oakes, interpretato da Joshua James, doppiato da Gabriele Patriarca.
Agente dei servizi segreti UBCO(P) e collega di Jean.
- Alice, interpretata da Anastasia Hille, doppiata da Valeria Perilli.
Agente dei servizi segreti UBCO(P).
- Ian Randall, interpretato da Brian Ferguson, doppiato da Guido Di Naccio.
Ex agente dell'MI6 e rapitore di Dawson.
- Housemartin, interpretato da Urs Rechn, doppiato da Alessandro Budroni.
Contrabbandiere tedesco a Berlino.
- Professor Dawson, interpretato da Matthew Steer, doppiato da Ezio Conenna.
Fisico britannico esperto nelle armi nucleari rapito.
- Morris, interpretato da Paul Bazely, doppiato da Alessio Cigliano.
Scienziato che lavorava in stretta collaborazione con Dawson, in carcere perché omosessuale.
- James, interpretato da Ben Lloyd-Hughes, doppiato da Stefano Dori.
Fidanzato ossessivo di Jean.
- Terry, interpretato da Gavin Spokes, doppiato da Fabrizio Bucci.
- Adem, interpretato da Ben Turner, doppiato da Francesco Sechi

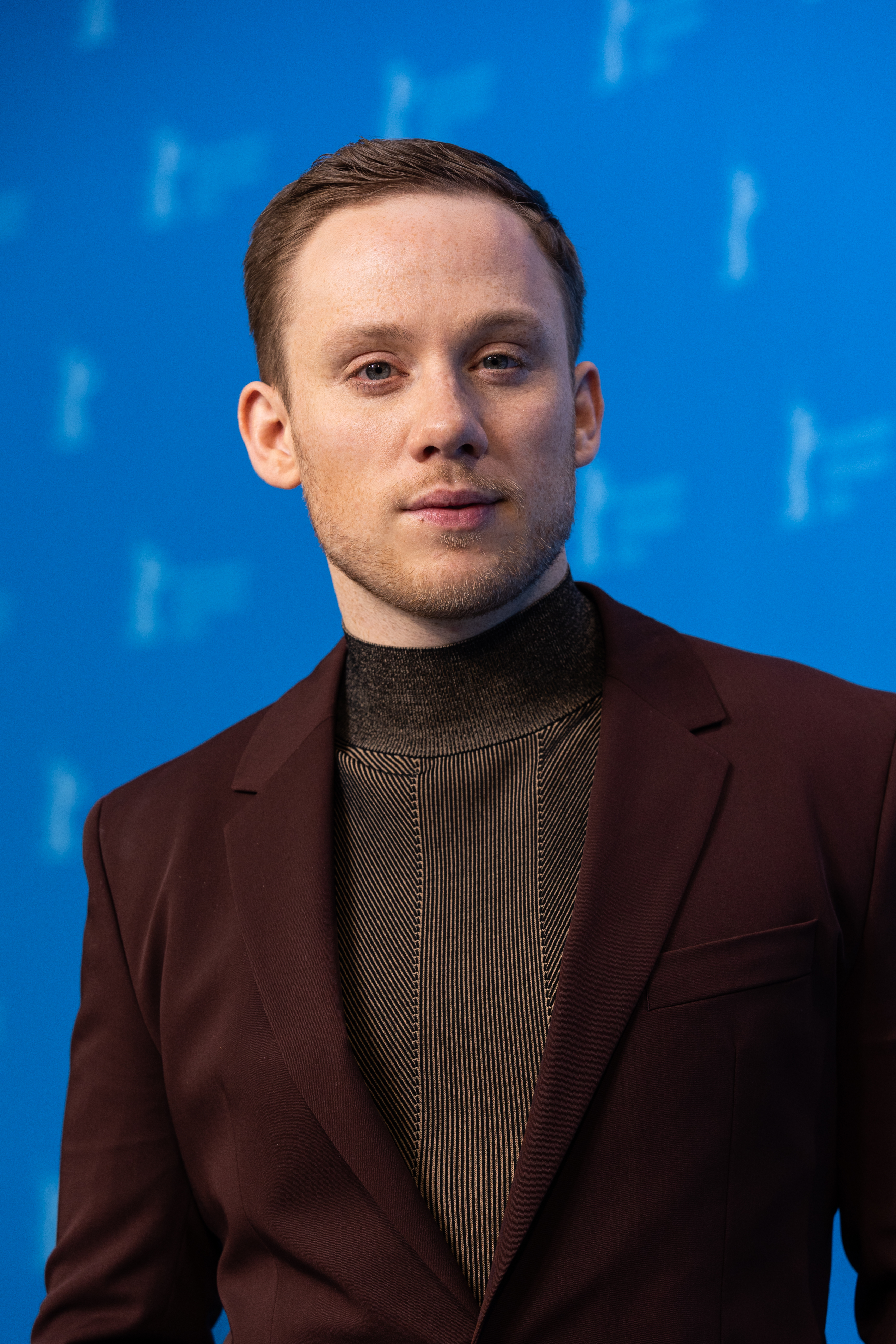
Joe Cole
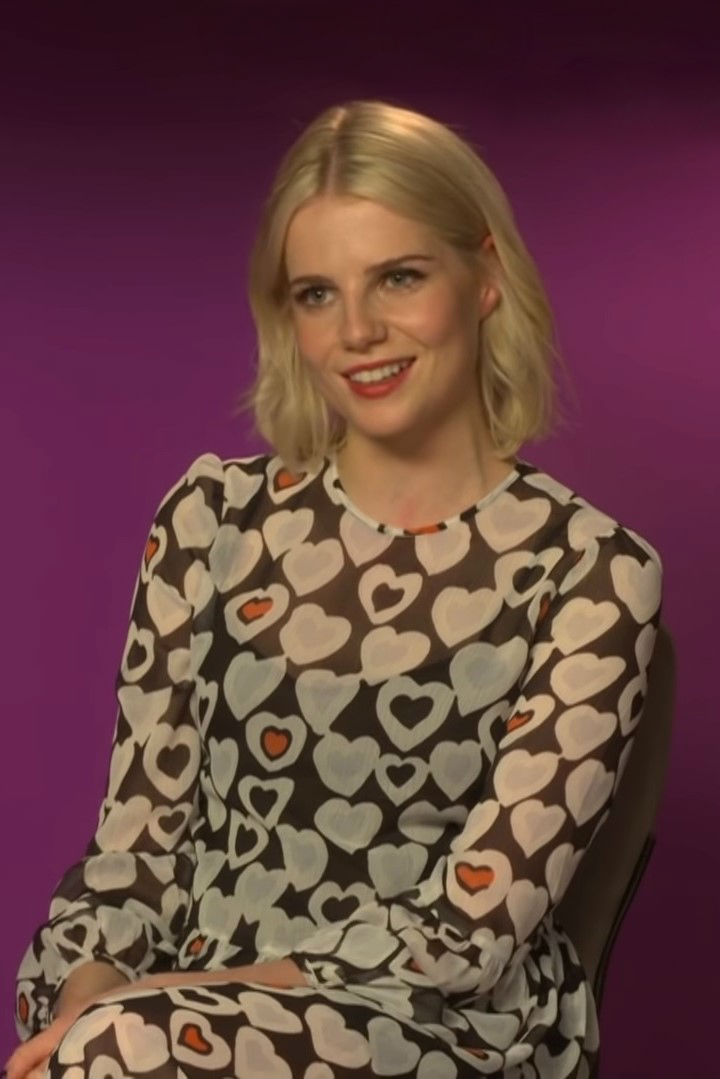
Lucy Boynton
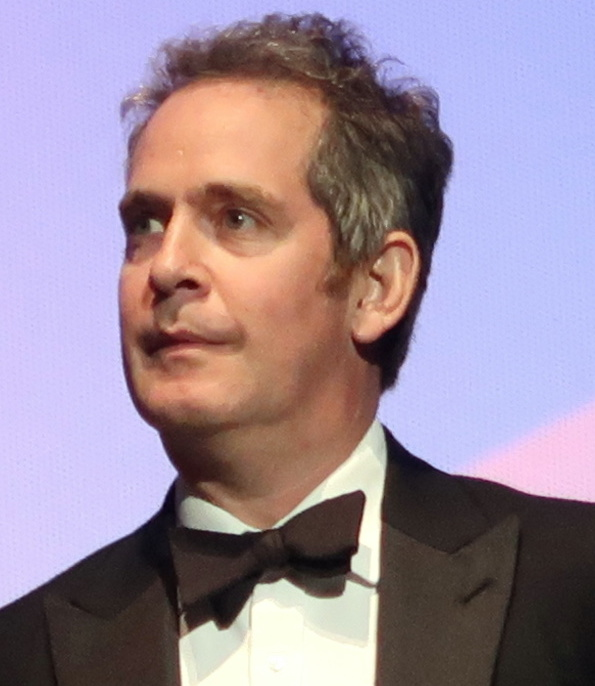
Tom Hollander
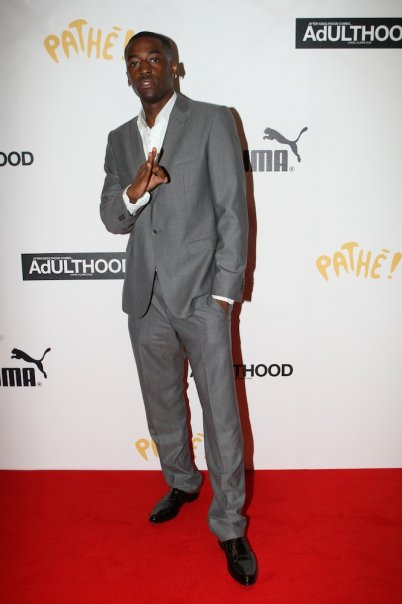
Ashley Thomas

### Ricorrenti
- Deborah Palmer, interpretata da Tamla Kari, doppiata da Francesca Manicone.
Ex moglie di Harry.
- Skip Henderson, interpretato da Corey Johnson, doppiato da Davide Marzi.
Capitano dell’esercito statunitense.
- Pete, interpretato da Mark Quartley, doppiato da Andrea Checchi.
Detective e nuovo marito di Deborah.
- Mark, interpretato da Will Tudor, doppiato da Leonardo Graziano.
Agente dei servizi segreti e vice capo della missione a Beirut.
- Dott.ssa Karen Newton, interpretata da Nora-Jane Noone, doppiata da Stella Musy.
Psichiatra statunitense che studia l'impatto psicologico a lungo termine del lavorare con armi nucleari sull'atollo di Sopinofu.
- Dott.ssa Polina Lavotchkin, interpretata da Anna Geislerová, doppiata da Giuppy Izzo.
Fisica russa e transfuga nell'ovest che condusse il programma di arricchimento dell'uranio.
- Jin-Hai, interpretato Chris Lew Kum Hoi, doppiato da Stefano Macchi.

## Produzione
ITV commissionò la miniserie nel dicembre 2020. Le riprese della miniserie sono iniziate nel marzo 2021 a Liverpool, Wirral e Shrewsbury. Ulteriori luoghi in Croazia sono state impiegati, come Zagabria (piazza Tomislao e il museo archeologico di Zagabria), Spalato, Fiume e Abbazia.

## Accoglienza
Sull'aggregatore di recensioni Rotten Tomatoes la miniserie ottiene il 94% delle recensioni professionali positive, con un voto medio di 8,20 su 10 basato su 16 critiche, mentre su Metacritic ha un punteggio di 73 su 100 basato su 12 recensioni.